# Böse Zellen
Böse Zellen é um filme de drama austríaco de 2003 dirigido e escrito por Barbara Albert. Foi selecionado como representante da Áustria à edição do Oscar 2004, organizada pela Academia de Artes e Ciências Cinematográficas.

## Elenco
- Kathrin Resetarits